# Teddy Sheringham
Edward Paul "Teddy" Sheringham MBE (* 2. dubna 1966 Highams Park, Londýn) je bývalý anglický fotbalový útočník a otec fotbalisty Charlie Sheringhama. Během kariéry dosáhl na klubové úrovni mnoha úspěchů, hlavně 'The Treble' (zisk tří domácích trofejí) s Manchesterem United. Také reprezentoval na mezinárodní úrovni Anglii.
V sezóně 1992/93 byl nejlepším střelcem Premier League.

## Reprezentační kariéra
Sheringham debutoval v národním týmu až ve věku 27 let pod trenérem Grahamem Taylorem. Šlo o kvalifikační utkání na MS 1994 proti Polsku, které skončilo nerozhodně 1:1.

### EURO 1996
Trenér Terry Venables jej v roce 1996 nominoval na EURO, kde utvořil nebezpečnou dvojici s útočníkem Alanem Shearerem z Blackburnu Rovers. Po úvodní remíze 1:1 se Švýcarskem se Anglie utkala se Skotskem a po výhře 2:0 uspěla.
Ve třetím utkání s Nizozemskem vedla Anglie zásluhou Shearera po 45 minutách 1:0. Ve druhém poločase se Paul Gascoigne ujal standardní situace, jehož centrovaný balón dostal Sheringham za záda van der Sara. O deset minut později zvýšil vedení na 3:0, když van der Sar neodhadl střelu Darrena Andertona a vyrazil míč před Sheringhama a ten nezaváhal. Konečné skóre činilo 4:1 pro ostrovany.
Ve čtvrtfinále Anglie uspěla po penaltovém rozstřelu proti Španělsku, ale v semifinále proti Německu již v rozstřelu uspěl soupeř.

### MS 1998
Trenér Glenn Hoddle jej nominoval na mistrovství světa 1998. V úvodu Anglie porazila Tunisko poměrem 2:0. Sheringham hrál v základní sestavě a v 85. minutě jej vystřídal Michael Owen.
Proti Rumunsku ale přišla prohra 1:2 a o postupu se mělo rozhodnout až proti Kolumbii. Bezgólového Sheringhama nahradil 18letý Owen, který přispěl k výhře 2:0 nad Jihoameričany. Jiný jihoamerický soupeř, Argentina v osmifinále, byl však nad anglické síly.